# اوا لاماس
اوا لاماس (انگلیسی: Eva Llamas؛ زادهٔ ۲۹ مهٔ ۱۹۹۲) بازیکن فوتبال اهل اسپانیا است.
وی همچنین در تیم ملی فوتبال Catalonia بازی کرده‌است.